# Hjalmar Sandberg (journalist)
Hjalmar Emil Ossian Sandberg, född 14 juli 1844 i Norrköping, död där 11 februari 1923, var en svensk tidningsman och översättare.
Hjalmar Sandberg var son till grosshandlaren och bankdirektören Carl Olof Wilhelm Sandberg. Han blev student vid Uppsala universitet 1863 och 1875 filosofie kandidat samt 1877 filosofie doktor där. 1878–1888 var han teater-, konst- och litteraturkritiker i Nya Dagligt Allehanda och 1888–1891 huvudredaktör och utgivare av Svenska Dagbladet, därefter arbetade han på Svenska Dagbladets kulturavdelning, där han 1896–1897 var redaktör. Han var bosatt i Stockholm till 1922, då han flyttade till Norrköping. Sandberg lämnade bidrag till många tidningar och tidskrifter, bland annat Illustrerad Tidning, Stockholms Morgonblad, Hemvännen och Vårt Land. Han gjorde omfattande studier inom den italienska litteraturen, översatte operalibretton med mera. 1915 utgav han Fria tolkningar i bunden form (svenska översättningar av huvudsakligen italienska och franska dikter). Sandberg var vice ordförande i Publicistklubben 1889–1890. Livligt konstintresserad donerade han 140.000 kronor till Norrköpings stad, därav 100.000 i form av Carl och Mika Sandbergs fond till stadens museum för inköp av konstverk.